# وزنه‌برداری در المپیک تابستانی ۱۹۳۶
وزنه‌برداری در بازی‌های المپیک تابستانی ۱۹۳۶ نام رویداد ورزش وزنه‌برداری در بازی‌های المپیک تابستانی بود که در سال ۱۹۳۶ برگزار شد. این مسابقات از ۵ بخش تشکیل شده بود که فقط برای مردان بود و در برلین، آلمان برگزار شد.
مصر توانست با کسب ۲ طلا و ۱ نقره و ۲ برنز برنده این مسابقات شود.

## مدال‌آوران
| بازی‌ها                       | طلا                               | نقره                      | برنز                  |
| Featherweight –60 kg         | تونی ترلازو · ایالات متحده آمریکا | صالح سلیمان · مصر         | ابراهیم شمس · مصر     |
| Lightweight 60–67.5 kg       | روبرت فاین · اتریش                | مدال داده نشد             | کارل یانسن · آلمان    |
| Lightweight 60–67.5 kg       | انور مصباح · مصر                  | مدال داده نشد             | کارل یانسن · آلمان    |
| Middleweight 67.5–75 kg      | خضر التونی · مصر                  | رودولف ایسمایر · آلمان    | آدولف واگنر · آلمان   |
| Light-heavyweight 75–82.5 kg | لوئی اوستن · فرانسه               | اویگن دویچ · آلمان        | ابراهیم واصف · مصر    |
| Heavyweight +82.5 kg         | یوزف منر · آلمان                  | واسلاف پشنیچکا · چکسلواکی | آرنولد لوهار · استونی |

## جدول مدال‌ها
| رتبه | کشور                      | طلا | نقره | برنز | مجموع |
| ۱    | مصر (EGY)                 | ۲   | ۱    | ۲    | ۵     |
| ۲    | آلمان (GER)               | ۱   | ۲    | ۲    | ۵     |
| ۳    | اتریش (AUT)               | ۱   | ۰    | ۰    | ۱     |
| ۳    | فرانسه (FRA)              | ۱   | ۰    | ۰    | ۱     |
| ۳    | ایالات متحده آمریکا (USA) | ۱   | ۰    | ۰    | ۱     |
| ۶    | چکسلواکی (TCH)            | ۰   | ۱    | ۰    | ۱     |
| ۷    | استونی (EST)              | ۰   | ۰    | ۱    | ۱     |
|      | مجموع                     | ۶   | ۴    | ۵    | ۱۵    |